# Hans Biallas (NS-Funktionär)
Hans Biallas (* 22. März 1903 in Berlin-Moabit als Johannes Wilhelm Biallas; † 15. Februar 1977 in Hemmoor) war ein deutscher nationalsozialistischer Funktionär. Der gelernte Lithograf war Leiter des Presseamtes der Deutschen Arbeitsfront und Hauptschriftleiter einiger nationalsozialistischer Druckschriften.

## Leben
Er war der Sohn des Geheimen Kanzleisekretärs Gustav Biallas und dessen Ehefrau Elsbeth geborene Jerxsen. Nach dem Besuch des Realgymnasiums in Magdeburg, das er nach der Obersecunda verließ, nahm Hans Biallas eine Lehre zum Lithografen auf. Danach war er als graphischer Zeichner tätig. Als Zeitfreiwilliger war er unmittelbar am Kapp-Putsch beteiligt. Zum 16. Dezember 1925 trat er der NSDAP bei (Mitgliedsnummer 25.825) und arbeitete hauptamtlich für die Reichsleitung dieser Partei, die ihn im Mai 1933 zum Leiter des Presseamtes der Deutschen Arbeitsfront (DAF) und im Januar 1934 zum Leiter des Amtes für Presse und Propaganda der DAF ernannte. Als Hauptschriftleiter gab er die Periodica Arbeitstum und Informationsdienst heraus. 1940/41 wurde Werner Scheunemann Nachfolger von Hans Biallas in diesen DAF-Ämtern.
Daneben war Hans Biallas auch Beisitzer der Filmprüfstelle Berlin sowie Mitglied der Führerriege des Landesverbandes Berlin des Reichsverbandes der Deutschen Presse (RDP), der  Berufsorganisation für Journalisten.

## Werke (Auswahl)
- Walter Schuhmann. Ein deutscher Arbeiterführer. Verlag Deutsche Kultur-Wacht, Berlin-Schöneberg 1934.
- mit Gerhard Starcke: Leipzig: das Nürnberg der Deutschen Arbeitsfront. Ein Bericht in Bildern und Reden über die Reichstagung der Deutschen Arbeitsfront in Leipzig vom 25. bis 30. März 1935 mit einem Vorwort von Claus Selzner. München 1935.[5]
- Der Sonne entgegen! Deutsche Arbeiter fahren nach Madeira, Italien, Afrika und Griechenland. Berlin 1936.[6]
- mit Theo Hupfauer und Heinrich Hoffmann: Die Nationalsozialistischen Musterbetriebe. Gauverlag Bayerische Ostmark, Bayreuth 1938[7]
- Die Aufgaben der Fach- und Berufspresse in der DAF. Die Deutsche Arbeitsfront, Berlin 1940[8]